# Osmia taurus
Osmia taurus är en biart som beskrevs av Smith 1873. Osmia taurus ingår i släktet murarbin, och familjen buksamlarbin. Inga underarter finns listade i Catalogue of Life.